# Syrrhopodon yakushimensis
Syrrhopodon yakushimensis là một loài rêu trong họ Calymperaceae. Loài này được Takaki & Z. Iwats. mô tả khoa học đầu tiên năm 1956.